# Andrea Grießmann
Andrea Grießmann (* 10. Oktober 1968 in Berlin) ist eine deutsche Hörfunk- und Fernsehmoderatorin.

## Leben und Werdegang
Grießmann verbrachte ihre Schulzeit in Barcelona, Buenos Aires und in Franken. Ihr Abitur bestand sie 1988 in Erlangen. Nach einem begonnenen Sprachstudium für Latein, Englisch und Spanisch absolvierte sie eine Ausbildung zur Reiseverkehrskauffrau.
Nach einem Radiopraktikum und einem Fernsehvolontariat kam sie 1996 als Autorin und Moderatorin zum WDR nach Düsseldorf und wechselte später nach Ostwestfalen, wo sie sechs Jahre lang das Nachrichtenmagazin Lokalzeit in Bielefeld moderierte. Seit 2008 moderiert sie beim NDR, für den sie im gleichen Jahr die werktägliche Informations- und Unterhaltungssendung Mein Nachmittag begleitete. Ebenfalls 2008 übernahm sie dort als Moderatorin den Kriminalreport und NDR Info. Seit 2011 zählt sie zu den Moderatoren der Sendung Planet Wissen, die vom SWR, von ARD-alpha und dem WDR werktäglich ausgestrahlt wird. Von 2011 bis 2021 stand sie zusätzlich als Moderatorin des WDR-Reisemagazins Wunderschön! vor der Kamera.

## Privates
Grießmann ist verheiratet, Mutter zweier Söhne und lebt in Köln.

## Bücher
- Wunderschöne Welt – Geschichten vom Reisen und der Sehnsucht nach Heimat. bene!, 2021, ISBN 978-3-96340-192-3.